# Hematit
Hematit là một dạng khoáng vật của sắt(III) oxide (Fe2O3). Hematit kết tinh theo hệ tinh thể ba phương, và nó có cùng cấu trúc tinh thể với ilmenit và corundum. Hematit và ilmenit hình thành trong dung dịch rắn hoàn toàn ở nhiệt độ trên 950 °C.
Hematit là khoáng vật có màu đen đến xám thép hoặc xám bạc, nâu đến nâu đỏ, hoặc đỏ. Nó được khai thác ở dạng quặng sắt. Các biến thể khác bao gồm kidney ore, martit (giả hình theo magnetit), iron rose và specularit (hematit specular). Mặc dù các hình dạng của hematit khác nhau nhưng tất cả chúng đề có màu vết vạch đỏ. Hematit cứng và giòn hơn sắt nguyên. Maghemit là khoáng vật liên quan đến hematit và magnetit.
Các mỏ hematit lớn được tìm thấy trong các thành hệ sắt dải. Hematit xám đặc biệt được tìm thấy ở những nơi có các suối hoặc nước khoáng nóng, các sông, hồ như ở vườn quốc gia Yellowstone, Hoa Kỳ. Khoáng vật này có thể kết tủa từ nước và tập hợp thành các lớp ở đáy các hồ, suối hoặc các vùng nước yên tĩnh. Hematit cũng có thể thành tạo trong các môi trường không liên quan đến nước như từ môi hoạt động núi lửa.
Các tinh thể hematit có kích thước sét cũng có thể xuất hiện dưới dạng khoáng vật thứ sinh do quá trình phong hóa đất, và đi cùng với các oxide hoặc hydroxide sắt khác như goethit. Quá trình phong hóa làm cho đất có màu đỏ (hematit) đặc trưng cho môi trường nhiệt đới.
Hematit có chất lượng tốt phân bố ở Anh, México, Brasil, Australia, Hoa Kỳ và Canada.